# Brezje pri Bojsnem
Brezje pri Bojsnem este o localitate din comuna Brežice, Slovenia, cu o populație de 57 de locuitori.